# Le Chambon-sur-Lignon
Le Chambon-sur-Lignon (in occitano Lo Chambon) è un comune francese di 2.420 abitanti situato nel dipartimento dell'Alta Loira nella regione dell'Alvernia-Rodano-Alpi.

## Giusti tra le nazioni
Il paese è noto per l'eroismo dei suoi abitanti che, durante la Seconda guerra mondiale, si adoperarono per salvare gli ebrei dalla deportazione nazista, ospitandoli nelle loro case durante la loro fuga. Si stima che grazie ai loro sforzi salvarono tra i 3.000 e i 5.000 ebrei da morte certa. I cittadini del comune sono stati riconosciuti Giusti tra le nazioni nel 1990 e a loro è dedicato un giardino all'interno del museo Yad Vashem.
Tra gli ebrei salvati dallo sterminio c'era Eric Schwam, ebreo profugo dall'Austria, morto il giorno di Natale del 2020 a 90 anni, che per gratitudine ha lasciato in eredità al comune di Le Chambon-sur-Lignon la considerevole cifra di due milioni di euro.

## Luogo della memoria
Il 3 giugno 2013 è stato inaugurato un Luogo della memoria. Si tratta di un edificio di circa 400 mq dove saranno organizzate visite durante le quali sarà possibile visionare antiche fotografie e soprattutto ascoltare le testimonianze dei bambini salvati dalla deportazione.
Nel 2019, questo luogo della memoria, che non può fregiarsi del titolo di museo visto che è privo di collezioni, ha ottenuto il Marchio del patrimonio europeo.

## Società

### Evoluzione demografica
Abitanti censiti

## Amministrazione

### Gemellaggi
- Fislisbach
- Meitar, dal 9 novembre 2006